# Park Street Church
Die Park Street Church, erbaut im Jahr 1809, ist ein Kirchengebäude in Boston im Bundesstaat Massachusetts in den Vereinigten Staaten. Sie gehört zur örtlichen Conservative Congregational Christian Conference und befindet sich an der Ecke Tremont Street und Park Street im Stadtteil Downtown Crossing.

## Geschichte

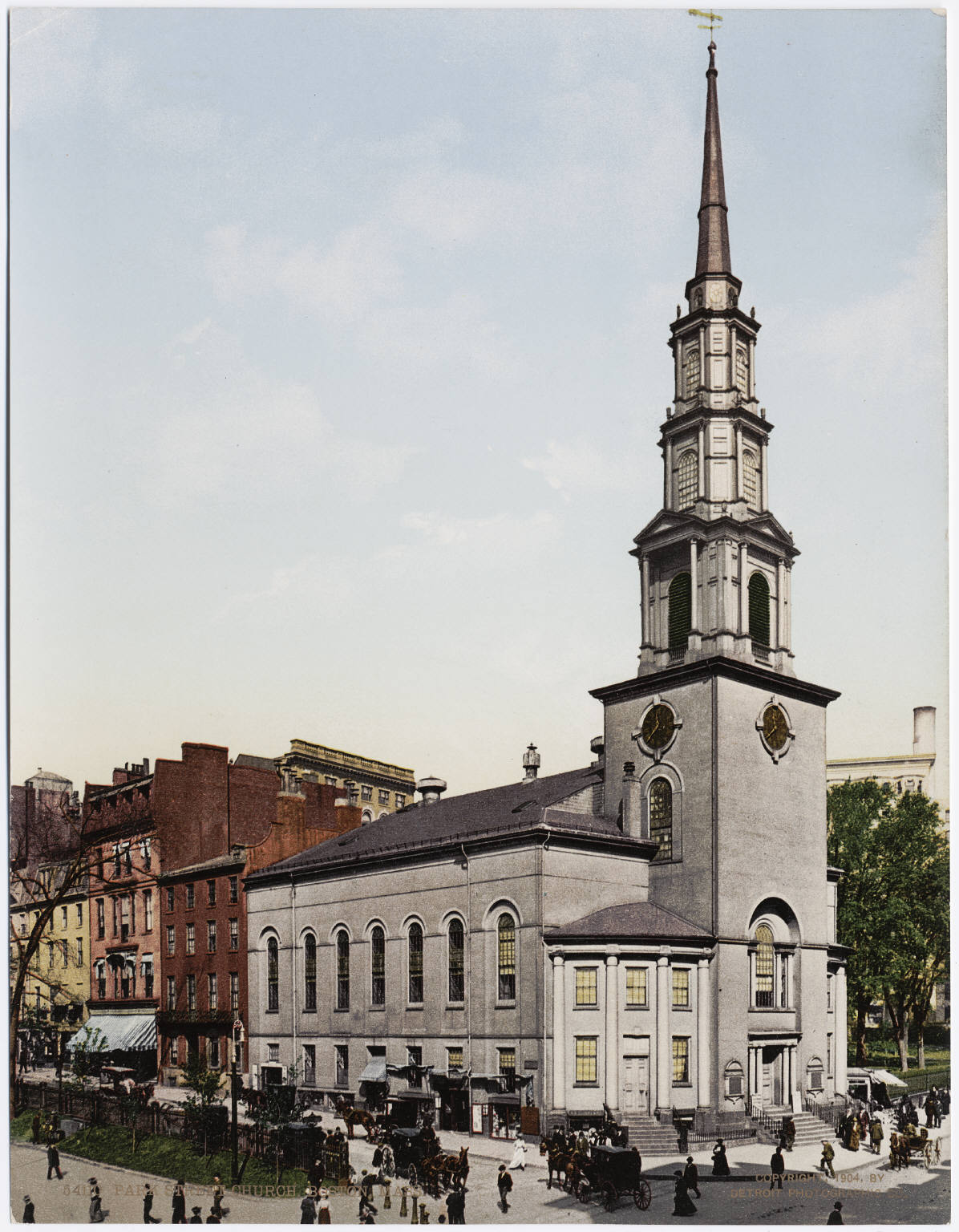
Die Park Street Church im Jahr 1904

Die Park Street Church ist ein historischer Bestandteil des Freedom Trail. Sie wurde am 27. Februar 1809 von einer Gruppe von 26 Bostoner Bürgern gegründet, die zum größten Teil zuvor Mitglied des Old South Meeting House gewesen waren. Der Grundstein wurde am 1. Mai desselben Jahres gelegt, und bereits zum Jahresende konnten die Bauarbeiten unter der Aufsicht von Peter Banner (Architekt), Benajah Young (Chef-Steinmetz) und Solomon Willard (Tischler) abgeschlossen werden. Banner nahm für den Entwurf des Gebäudes Anleihe von mehreren frühen Musterbüchern, das finale Design des Gebäudes soll an eine von Christopher Wren gebaute Londoner Kirche erinnern. Die Kirchturmspitze erreicht eine Höhe von 217 ft (66 m) und ist bis heute ein weithin sichtbarer Orientierungspunkt. Der Kirchturm gilt seit dem Bau der Kirche als Endpunkt der Straßen Columbus Avenue und Tremont Street. Das Gebäude steht direkt neben dem benachbarten historischen Granary Burying Ground. Der erste Gottesdienst wurde am 10. Januar 1810 abgehalten.
Die Kirche wurde unter dem Namen Brimstone Corner (Schwefel-Ecke) bekannt, teilweise aufgrund des missionarischen Charakters der Gottesdienste und teilweise aufgrund der großen Mengen Schwarzpulver, die während des Kriegs im Jahr 1812 dort gelagert wurden.

## Religiöser Einfluss
Die Park Street Church blickt auf eine lange und ausgeprägte Tradition der Missionarisierung, evangelikaler Lehre und der Anwendung der Bibel auf soziale Themen zurück und weist eine bemerkenswerte Liste von Predigern auf. Edward Dorr Griffin (1770–1837) war der erste Pastor der Kirche und attackierte in einer berühmten Serie von Sonntagabend-Predigten die Neue Theologie nach Samuel Hopkins.
1816 bildete die Park Street Church gemeinsam mit der Old South Church die City Mission Society, einen sozialen Dienst zur Unterstützung der armen Bevölkerungsschichten in Boston. 1826 wurde Edward Beecher, Bruder von Harriet Beecher Stowe und angesehener Abolitionist, Pastor der Park Street Church. Am 4. Juli 1829 hielt William Lloyd Garrison mit seiner Address to the Colonization Society in der Kirche seine erste öffentliche Rede gegen die Sklaverei. Von 1829 bis 1831 diente Lowell Mason, ein angesehener christlicher Komponist, in der Kirche als Chorleiter und Organist.
In der Kirche wurde am 4. Juli 1831 zum ersten Mal das von Samuel Francis Smith geschriebene Lied My Country, ’Tis of Thee gesungen. Der Industrielle Benjamin E. Bates, der in Maine das nach ihm benannte Bates College gegründet hatte, war Lehrer an der Sonntagsschule und aktiver Teilnehmer in der Kirche in der Mitte des 19. Jahrhunderts. Gleason L. Archer, Sohn des Gründers der Suffolk University Gleason Archer, Sr. sowie ein prominenter Anhänger und Theologe der fundamentalistischen Bibelauslegung, war von 1945 bis 1948 stellvertretender Pastor.
Die Park Street Church hat nach eigenen Angaben darüber hinaus eine Amerikanische Mission auf den damaligen Sandwich Islands (heute Hawaii) gegründet, an deren Stelle heute noch eine Kirche steht. Dort hat die Handel and Haydn Society ihren Ursprung, und im Jahr 1949 begann an gleicher Stelle der erste transkontinentale Kreuzzug von Billy Graham. Der anerkannte Theologe und Mitbegründer der Neu-Evangelikalen Bewegung Harold J. Ockenga war von 1936 bis 1969 Senior Pastor. In dieser Zeit war er gemeinsam mit Billy Graham Begründer des Gordon-Conwell Theological Seminary und ferner Mitbegründer des Fuller Theological Seminary, der National Association of Evangelicals, des späteren World Relief sowie der christlichen Publikation Christianity Today.

## Die Rolle der Kirche in der Gegenwart

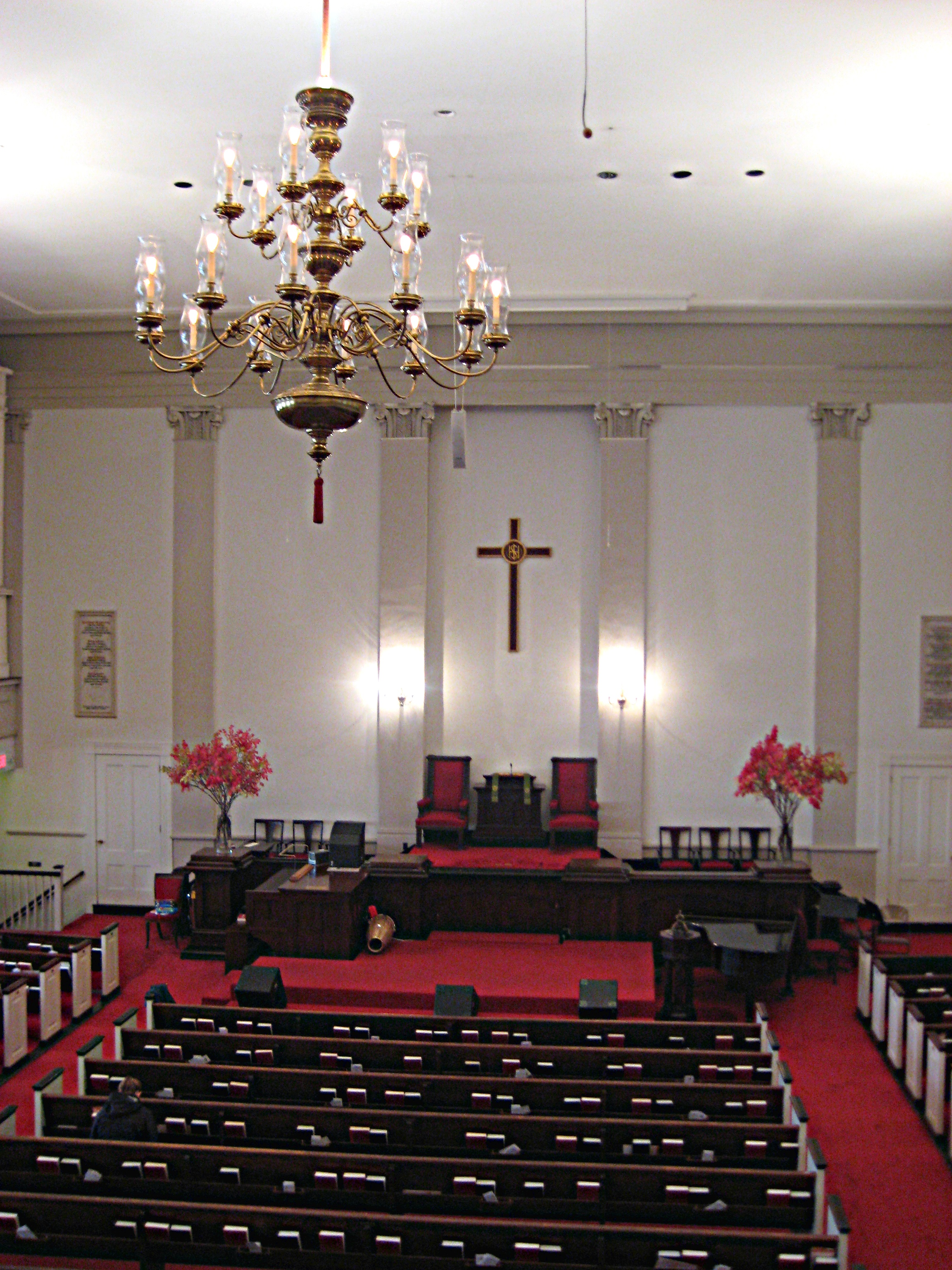
Innenansicht der Kirche (2007)

Auch nach 200 Jahren ist die Kirche immer noch in aktuellen sozialen Projekten engagiert. Unter anderem unterstützte die Park Street Church im Jahr 2002 die Eröffnung der privaten High School Boston Trinity Academy im Hyde Park, um die Ausbildung der Einwohner in der Innenstadt von Boston zu verbessern. Über 70 % der Schüler besitzen ein Stipendium, mehr als 50 % gehören Minderheiten an. Während der Woche gibt es viele Unterrichtseinheiten mit Englisch als Zweitsprache, die Schule bietet aber auch Englischkurse für internationale Studenten und Immigranten an.
Die Kirche unterhält und unterstützt Einrichtungen für Obdachlose, bspw. die Boston Rescue Mission und das Park Street's Starlight Ministry. Im Bereich der ungewollten Schwangerschaft arbeitet die Kirche unter anderem mit dem Daybreak Pregnancy Resource Center zusammen. Über eine Einrichtung namens Alive in Christ, die eine Tochtergesellschaft von Exodus International ist und die Konversionstherapie vertritt, möchte die Kirche “help those who struggle against their homosexuality and seek Christian guidance” (deutsch: „denen helfen, die gegen ihre Homosexualität ankämpfen und christliche Führung suchen“).
Park Street ist eine internationale Glaubensgemeinschaft mit Mitgliedern aus über 60 Nationen. Die Kirche zieht viele Kirchgänger mit guter Schulbildung an, vor allem solche mit einem grundständigen Studium (undergraduate) und einem postgradualen Studium (graduate) an den Universitäten im Umfeld von Boston. Die Park Street Church glaubt fest an eine enge Verbindung von Bildung und Glaube und engagiert sich daher in vielen Bildungseinrichtungen wie bei den Park Street Kids und der Park Street School. Ebenso ist die Kirche Partner von Campus Crusade for Christ International, der InterVarsity Christian Fellowship und des Gordon-Conwell Theological Seminary.
Die Park Street Church unterstützte im Jahr 2010 mit 200.000 US-Dollar einen Wettbewerb für soziale Veränderungen.
Der 27. Februar 2009 wurde vom damaligen Bostoner Bürgermeister Menino anlässlich der Zweihundertjahrfeier der Kirche als Park Street Day ausgerufen.

## Leitende Pfarrer seit 1811

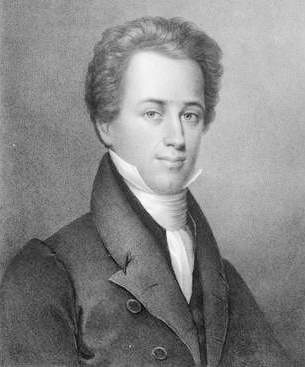
Porträt von Edward Beecher, Pfarrer der Park Street Church von 1826 bis 1830; Zeichnung von Thomas Edwards, ca. 1832

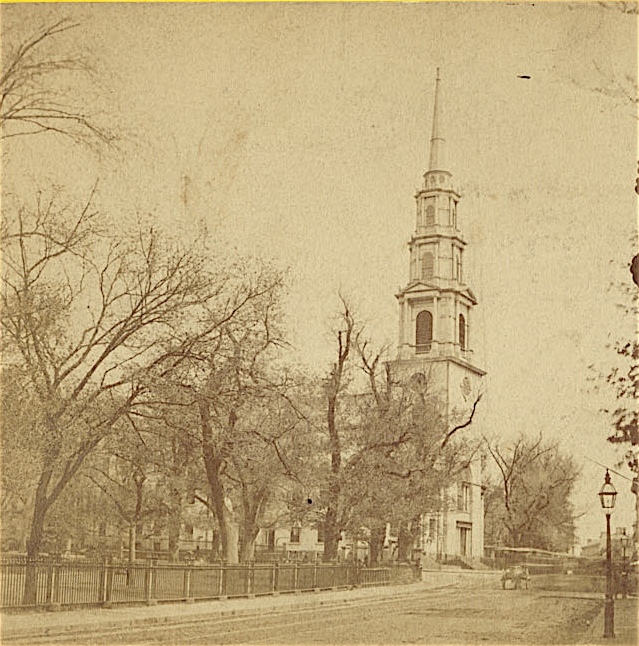
Die Park Street Church im 19. Jahrhundert

Seit dem Bestehen der Kirche hatten folgende Personen das Amt des Senior Minister inne:
| Name                  | Amtszeit             |
| --------------------- | -------------------- |
| Edward D. Griffin     | 1811–1815            |
| Sereno E. Dwight      | 1817–1826            |
| Edward Beecher        | 1826–1830            |
| Joel H. Linsley       | 1832–1835            |
| Silas Aiken           | 1837–1848            |
| Andrew Leete Stone    | 1849–1866            |
| William H.H. Murray   | 1868–1874            |
| John L. Withrow       | 1876–1887; 1898–1907 |
| David Gregg           | 1887–1890            |
| Isaac J. Lansing      | 1893–1897            |
| Arcturus Z. Conrad    | 1907–1937            |
| Harold J. Ockenga     | 1937–1969            |
| Paul E. Toms          | 1969–1989            |
| David C. Fisher       | 1989–1995            |
| Pablo Polischuk       | 1995–1997            |
| Gordon P. Hugenberger | seit 1997            |